# قرة جالو (بل دشت)
قرة جالو هي قرية في مقاطعة بل دشت، إيران. عدد سكان هذه القرية هو 468 في سنة 2006.